# The River (Good Charlotte)
The River è il primo singolo estratto dall'album Good Morning Revival dei Good Charlotte, insieme a Matthew Shadows e Synyster Gates degli Avenged Sevenfold. Il singolo non fu pubblicato in Australia. L'8 dicembre 2006, nel secondo episodio di GCTV, era possibile ascoltare e vedere il video di "The River". La première del video fu pubblicata sul loro sito ufficiale e sulla loro pagina MySpace il 4 gennaio 2007.

## Tracce
- Enchanced CD

1. The River - 3:16 (album version)
2. The River - 2:47 (acustica)
3. You're Gone - 3:22
4. The River - 3:30 (video)

## Video musicale
Il video fu annunciato nel dicembre 2006 a Los Angeles, diretto da Marc Webb, che diresse anche i video per "Motivation Proclamation" e "Festival Song" della band. Rappresenta solo la band, senza i membri degli Avenged Sevenfold, che suona lungo l'argine di Los Angeles, mostrando anche immagini della storia della città. Partecipò al video anche la celebrità di MySpace Jeffree Star.
Fu diretta anche una seconda versione per il video con i Good Charlotte, Matthew Shadows e Synyster Gates, che inizialmente fu inserito nel terzo episodio di GCTV. La première di questa versione del video fu pubblicata negli Stati Uniti su MTV il 7 febbraio 2007 e in UK su Kerrang! e Scuzz il 13 aprile 2007, annunciando anche la data di pubblicazione del secondo singolo in UK ("Keep Your Hands off My Girl").

## Classifiche
| Classifica (2007)            | Posizione |
| ---------------------------- | --------- |
| Austrian Singles Chart       | 37        |
| Dutch Singles Chart          | 40        |
| German Top 100               | 40        |
| Hot Digital Songs            | 26        |
| Billboard Modern Rock Tracks | 38        |
| Billboard Hot 100            | 39        |
| Billboard Pop 100            | 39        |
| Official Singles Chart       | 108       |